# Франк Велс
Франк Велс (хол. Frank Wels; Еде, 21. фебруар 1909 — 16. фебруар 1982) био је холандски фудбалски нападач који је играо за Холандију на светским првенствима 1934. и 1938.